# Gasdotto Trans-Anatolico

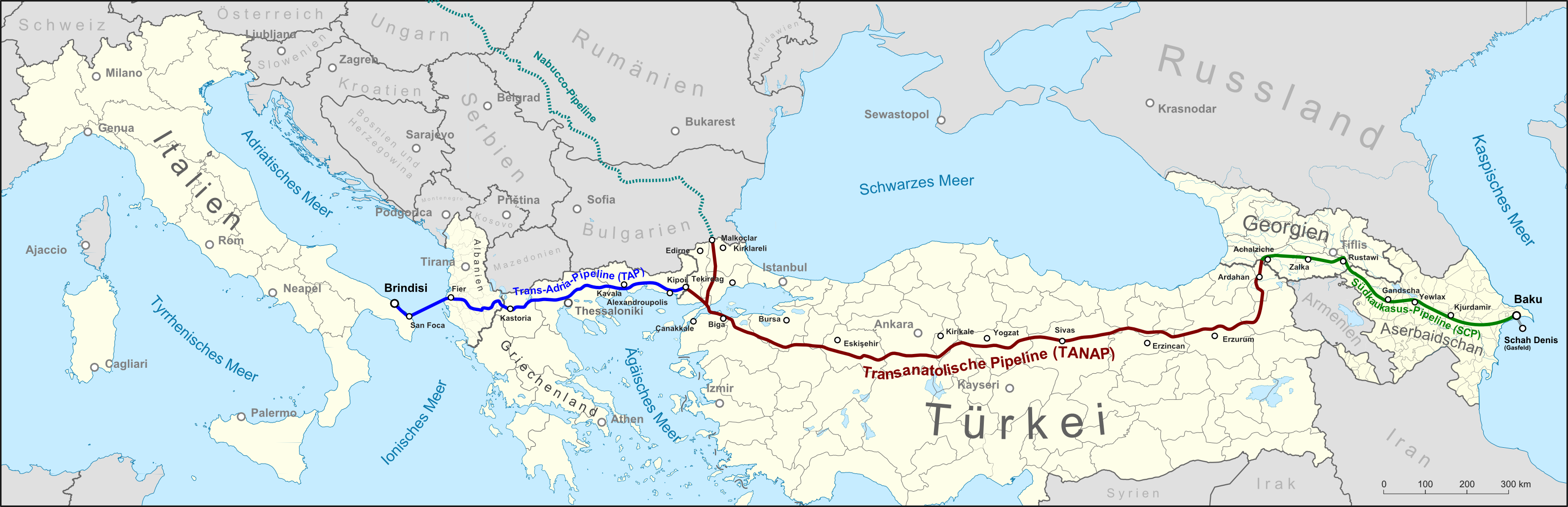
Il percorso del gasdotto nell'ambito del Corridoio meridionale del gas

Il gasdotto Trans-Anatolico o in sigla TANAP dall'inglese: Trans-Anatolian Natural Gas Pipeline, in turco: Trans-Anadolu Doğalgaz Boru Hattı è un gasdotto che, attraversando tutta la Turchia, costituisce la parte centrale del cosiddetto "Corridoio meridionale del gas", costituito anche dal Gasdotto sudcaucasico (SCP) tra Azerbaigian e Georgia, e dal Gasdotto Trans-Adriatico tra Grecia, Albania e Italia, collegando così l'area di estrazione di Shah Deniz nel Mar Caspio all'Europa.

## Storia
Il progetto fu annunciato il 17 novembre 2011 al 3° forum economico e dell'energia del Mar Nero ad Istanbul. Il 26 dicembre 2011, la Turchia e l'Azerbaijan firmano un memorandum di intesa per stabilire un consorzio per costruire il gasdotto.
Nella primavera del 2012 è stato avviato il processo di conduzione dello studio di fattibilità tecnico-economica. Il 26 giugno 2012, il presidente dell'Azerbaigian Ilham Aliyev e l'allora primo ministro della Turchia, Recep Tayyip Erdoğan, hanno firmato un accordo intergovernativo vincolante sulla condotta. Inoltre, l'accordo è stato firmato dal ministro dell'industria e dell'energia d'Azerbaigian, Natig Aliyev, e dal ministro turco dell'energia e delle risorse naturali Taner Yildiz. L'accordo iniziale sulle questioni organizzative tra BOTAŞ e SOCAR è stato firmato da Natig Aliyev e Taner Yildiz, dal Presidente SOCAR Rovnag Abdullayev e dal Vice Direttore Generale del BOTAŞ Mehmet Konuk. L'accordo sul paese ospitante è stato firmato da Taner Yildiz e dal presidente SOCAR Rovnag Abdullayev per conto di TANAP tra il governo turco e la compagnia TANAP. Il 17 marzo 2015, Erdogan e Aliyev hanno incontrato con Giorgi Margvelashvili, Presidente della Georgia, nella città di Kars, della Turchia orientale, per gettare formalmente le fondamenta del gasdotto e contrassegnare il lavoro come iniziato.
La costruzione del gasdotto comincia formalmente nel 2015 e si aspetta sia completata nel 2018.
Il 12 giugno 2018, nella provincia turca di Eskishehir, è stato aperto il gasdotto Trans-Anatolico nella stazione di misurazione del compressore. I presidenti dell'Azerbaigian e della Turchia, Ilham Aliyev e Recep Tayyip Erdoğan, hanno lanciato il gasdotto denominato come "la via della seta energetica". Alla cerimonia d'apertura hanno partecipato anche il capo della compagnia petrolifera azera (SOCAR) Rovnag Abdullayev e il ministro turco dell'energia e delle risorse naturali Berat Albayrak, il presidente della Serbia Aleksandar Vučić, il primo ministro della Bulgaria Bojko Borisov, l'amministratore delegato di BP Robert Dudley e altri.

## Descrizione
Il gasdotto dovrebbe costare 10-11 miliardi di dollari statunitensi. $ 800 milioni di finanziamenti sono stati approvati dalla Banca internazionale per la ricostruzione e lo sviluppo di TANAP. Complessivamente, TANAP riceverà circa $ 3,7 miliardi di prestiti, un progetto che costa circa $ 8,5 miliardi. La costruzione dovrebbe iniziare nel 2015 e terminare entro il 2018.
La capacità prevista del gasdotto sarebbe di 16 miliardi di metri cubi (570 miliardi di piedi cubici) di gas naturale all'anno nella fase iniziale e sarebbe aumentata in seguito fino a 23 miliardi di metri cubi entro il 2023, 31 miliardi di metri cubi (1,1 trilioni di piedi cubici) entro il 2026, e nella fase finale 60 miliardi di metri cubi (2,1 trilioni di piedi cubici) per poter trasportare ulteriori forniture di gas dall'Azerbaigian e, se il gasdotto Trans-Caspio, dal Turkmenistan. La sua capacità sarebbe aumentata aggiungendo circuiti paralleli e stazioni di compressione in base all'aumento delle forniture disponibili. Non è ancora deciso se la condotta utilizzerà tubi da 48 o 56 pollici (1.200 o 1.400 mm). L'altezza massima della condotta è di 2.700 metri sopra il livello medio del mare.

## Percorso
Il gasdotto TANAP attraversa 20 province della Turchia: Ardahan, Kars, Erzurum, Erzincan, Bayburt, Gümüşhane, Giresun, Sivas, Yozgat, Kırşehir, Kırıkkale, Ankara, Eskişehir, Bilecik, Kütahya, Bursa, Balikesir, Canakkale, Tekirdağ e Edirne. Il gasdotto inizierà dal terminal di Sangachal e nel territorio dell'Azerbaigian sarà l'espansione di gasdotto del Caucaso Meridionale (SCPx). Dal punto di SCPx, che si trova ad Erzurum, sarà proseguito per Eskishehir dove scaricherà 6 miliardi di metri cubi di gas destinati agli acquirenti turchi. Dalla frontiera fra Turchia e Grecia proseguirà attraverso la Grecia, l'Albania e si concluderà in Italia. Il percorso esatto del gasdotto non è chiaro. Tuttavia, è stato annunciato che una diramazione dalla Turchia andrebbe in Grecia e l'altra in Bulgaria. Sarebbe collegato con Trans Adriatic Pipeline. Il governo turco ha affermato nel marzo 2015 che era in esame anche una diramazione dalla Grecia attraverso la Macedonia del Nord e la Serbia verso l'Ungheria.

## Azionisti
Il TANAP verrà gestito da SOCAR, che detiene attualmente il 58% degli interessi del progetto. L'operatore turco di pipeline BOTAŞ possiede il 30%, mentre BP acquisisce il 12% nel progetto per il 13 marzo 2015. La società del progetto TANAP avrà la sede centrale nei Paesi Bassi.
Inizialmente, l'Azerbaigian aveva detenuto una quota dell'80%, con la Turchia che possedeva il resto degli interessi. La quota turca è stata divisa tra le società turca a monte TPAO (15%) e l'operatore turco di pipeline BOTAŞ (5%). Le società internazionali del consorzio Shah Deniz (BP, Statoil e Total) avevano un'opzione per possedere fino al 29% in TANAP. Tuttavia, solo BP ha ottenuto questa opzione a dicembre 2013.
Il governo turco ha quindi deciso che solo il BOTAŞ deterrà una partecipazione (20%) nel TANAP. L'operatore turco di oleodotti ha acquisito un ulteriore 10% nel maggio 2014. Il piano iniziale di SOCAR era di mantenere il 51% e l'operatività del progetto. Diverse società turche private erano interessate al restante 7%, ma questo non si è concretizzato.

## Contraenti
- Bechtel - Front End Engineering Design (FEED)
- WorleyParsons - Ingegneria, Procurement, Gestione edile (EPCM)[20]
- ABB - SCADA/Telecommunications System Engineering, Procurement e Costruzione (EPC)[21]
- Yüksel inşaat - Construction, installation, personnel training, and testing[22]
- Fernas Construction Company
- Akkord
- Tekfen
- SICIM
- Punj Lloyd
- Limak